# Likulia Bolongo
Norbert Likulia Bolongo (* 1939) ist ein zairischer Politiker. Er war 1997 kurzzeitig Premierminister von Zaire, der heutigen Demokratischen Republik Kongo.

## Politische Laufbahn
Bolongo war General der Armee von Zaire zuletzt Verteidigungsminister und stellvertretender Regierungschef im Kabinett von Kengo Wa Dondo. Er wurde am 9. April 1997 Premierminister, nachdem der seit 1965 regierende Präsident Mobutu Sese Seko den mehrmaligen Regierungschef Etienne Tshisekedi zum dritten Mal entlassen hatte. Bolongo war langjähriger Gefolgsmann Mobutus und stammt aus demselben Distrikt. Mobutus Macht löste sich zu dieser Zeit bereits auf, die Versuche mit den Rebellen zu einer Einigung zu kommen scheiterten. Bolongos Amtszeit endete am 16. Mai 1997, als Laurent-Désiré Kabila die Macht in Kinshasa übernahm und Mobutu das Land verlassen hatte. Bolongo flüchtete zunächst in die benachbarte Republik Kongo. Er war der letzte Premierminister der Ära Mobutu, das Amt wurde seitdem nicht mehr besetzt.
Auf Einladung Kabilas kehrte er im Juli 1999 aus seinem Exil in Frankreich nach Kinshasa zurück. Im August wurde er kurzzeitig festgenommen, weil er mit Kabilas Gegnern kooperiert haben soll. Im September 2000 ernannte ihn Kabila zum Minister für Staatsunternehmen. Als nach Laurent-Desiré Kabilas Ermordung am 16. Januar 2001 dessen Sohn und Nachfolger Joseph Kabila eine neue Regierung bildete, schied er aus dem Kabinett aus.

## Trivia
- 1985 veröffentlichte er ein Buch über das Strafrecht von Zaire (ISBN 2275009566).
- Eine Einladung des Deutschen Industrie- und Handelskammertages nach Bonn im Oktober 1998, wo er eine Rede über Vergangenheit, Gegenwart und Zukunft des Kongo hielt, rief Proteste von in Westeuropa lebenden Kongolesen hervor.